# 11e régiment de dragons (France)
Le 11e régiment de dragons (ou 11e RD) est une unité de cavalerie de l'armée française, créé sous la Révolution à partir du régiment d'Angoulême dragons, un régiment de cavalerie français d'Ancien Régime.

## Création et différentes dénominations
La création du 11e Régiment de Dragons, un des quatorze vieux régiments de Louis XIV, remonte à 1674.
C'est le 8 décembre de cette année qu'il fut levé sous le nom de « Régiment de Prince » « Angoulême ». Le comte de Saint-Sandoux, Antoine de Ribières, premier mestre-de-camp, forme le nouveau régiment à Tournai. Il compe 4 escadrons de 2 compagnies de 68 hommes. Dès sa constitution, il prend part à la campagne de Hollande et s'y distingue dans les Flandres en 1676. À la mort du comte de Saint-Sandoux, le régiment passe officiellement sous le commandement de Peyssonnel le 8 janvier 1679. En mars 1690, Peyssonnel-Dragons est donné au  chevalier de Gaubert de la Filolie et devient Gaubert-dragons. La guerre de la ligue d'Augsbourg (1688-1697) voit les Dragons du 11e Régiment charger avec succès ou se sacrifier avec héroïsme. C'est au cours de cette guerre qu'ils comptent dans leurs rangs Le Maréchal Duc de Villars.
Le 4 mars 1700 le chevalier de Gaubert de la Filolie cède son régiment au chevalier d'Albert d'Ailly de Chaulnes. Le vidame d'Amiens, Louis Auguste d'Albert d'Ailly succède à son frère au commandement du régiment à sa mort en 1701. En 1702, c'est au tour du marquis du Héron, autre frère des précédents de devenir propriétaire et mestre-de-camp du régiment. À la mort de de Héron le 19 mai 1706, le lieutenant-colonel de Bourneuf en devient le nouveau mestre-de-camp. En 1788, il devient régiment d'Angoulême.
Créé en 1674, ce Régiment s’appellera tout d’abord, comme c’était l’usage alors, du nom de ses colonels successifs.
Le plus illustre d’entre eux, fut, en 1788, le Duc d’Ancqleme, neveu de Louis XVI. D’où le nom d’Angoulême Dragons que le Régiment porte jusqu’en 1791, date à laquelle, une loi de réorganisation de l’armée affecte à ce Corps le no 11 qu’il portera désormais.

## Chefs de corps
- 1791 : Colonel de Montigny
- 1792 : Colonel de Mouter
- 1793 : Chef de Brigade de Neuilly
- 1796 : Chef de Brigade de la Barbée
- 1797 : Chef de Brigade Debelle
- 1805 : Colonel de Préchamps
- 1805 : Colonel Ferdinand Pierre Agathe Bourdon
- 1805 : Colonel Jean Louis André Bourbier
- 1807 : Colonel Dejean
- 1811 : Colonel François Alexandre Thevenez d’Aoust
- 1815 : Colonel Montagnier

Durant la Restauration, le Régiment est licencié en 1816 pour être reformé en 1825
- 1825 : Colonel de Dreux-NancréLe colonel de Dreux-Nancré (1787-1848)
- 1830 : Colonel Delaporte
- 1836 : Colonel Marmion
- 1847 : Colonel de la Chaize
- 1852 : Colonel Damas
- 1858 : Colonel Touzet du Vigier
- 1865 : Colonel Huyn de Verneville
- 1872 : Colonel Robillot
- 1878 : Colonel Deshautschamps
- 1884 : Colonel Aragonis d'Orget

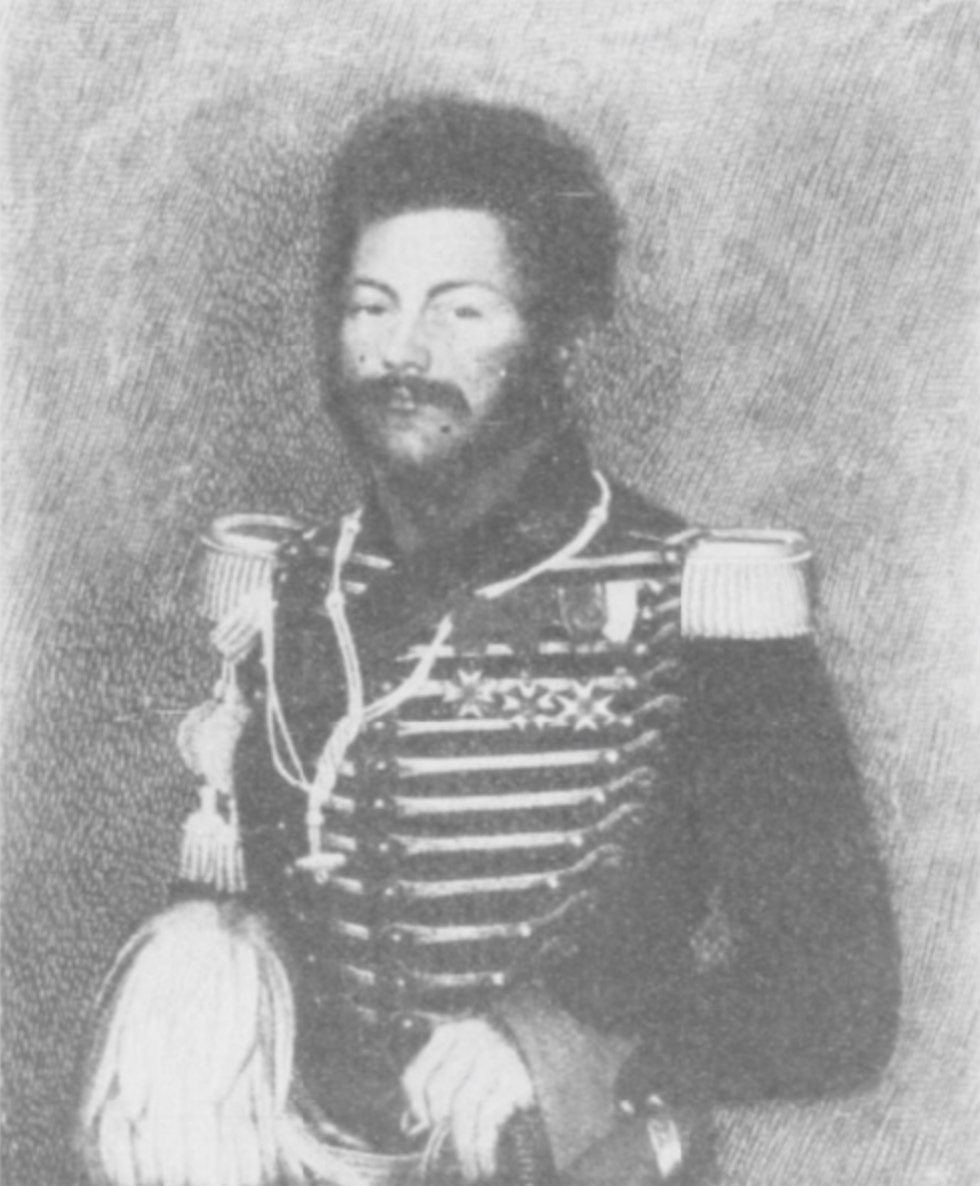
Le colonel de Dreux-Nancré (1787-1848)

- 1890 : Colonel Dalmas de la Pérouse
- 1898 : Colonel de Préval
- 1904 : Colonel Gendron
- 1912 : Colonel de Nourquer du Camper
- 29 août 1914 - 21 juillet 1917 : Lieutenant-Colonel Vieillard ( Colonel en 1915)

Le 21 juillet 1917, le Régiment est partagé en deux groupes[réf. souhaitée] :
Premier groupe : 1er et 2e escadrons : Lieutenant Colonel de Guinebaud du 21 juillet 1917 au 11 novembre 1918
Deuxième groupe : 3e et 4e escadrons : Commandant de Thiollaz du 21 juillet 1917 au 5 octobre 1918 et Chef d'escadrons de Sèze du 11 octobre 1918 au 11 novembre 1918
En 1919, le 11e régiment de dragons est reconstitué[réf. nécessaire]
- 1919 : Colonel Bourret
- 1921 : Colonel de Magy
- 1922 : Colonel Borre-Verrier
- 1923 : Colonel Portalis

Il est dissous en mai 1929.
Le lieutenant-Colonel Revouy prend le commandement du Régiment à sa remise sur pied à la mobilisation en 1939. Le 11e Régiment de Dragons Portés est dissous à la fin de la Campagne de France en 1940.

## Historique des garnisons, combats et batailles

### Ancien Régime
Le Régiment s’illustre sur les Champs de bataille des Flandres, du Rhin, de Picardie :
- Bataille de Cassel (11 avril 1677) où son colonel y est grièvement blessé[10], combats de Monsen en 1678.
- garnison à Strasbourg (septembre 1681)[4], garnison à Gemersheim (1693), garnison à Compiègne (octobre 1697), garnison au camp de la Saône près d'Auxonne (octobre 1698)[11] puis en 1699, il fait garnison à Grenoble[6]
- combats de Carpi (Adige) en 1701 où son mestre-de-camp le chevalier d'Albert d'Ailly de Chaulnes est tué[6], siège de Turin en 1706 où son mestre-de-camp de Héron est tué en chargeant à la tête de ses dragons[9]
- combats de Worms, de Heidnheim, d’Oudenaerde en 1708, de Denain en 1712, de Fribourg en 1713

- bataille de Fontenoy en 1745

### Guerres de la Révolution et de l’Empire

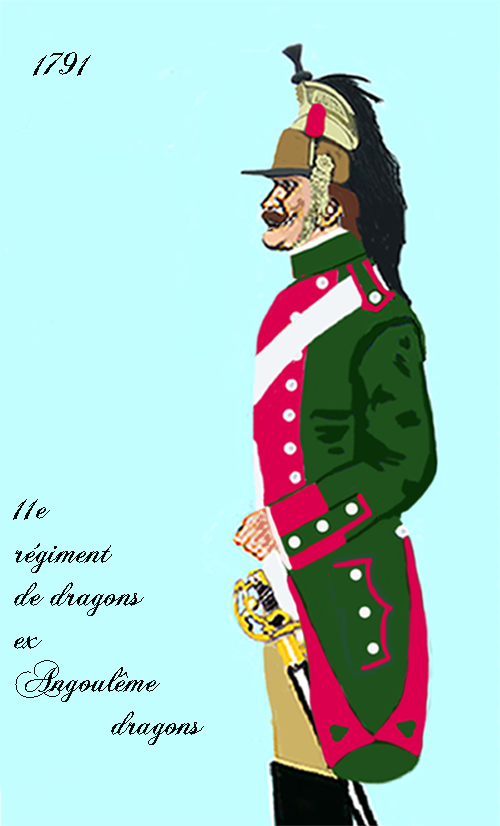
Uniforme du 11e dragons en 1791.

Il combat avec vaillance, sous la Révolution et la 1re République dans les Armées du Rhin, de Sambre-et-Meuse et du Danube ; il se fait remarquer spécialement :
- 1791 : 
  - Bataille de Charleroi[réf. souhaitée]
- 1793 : 
  - 26 décembre : 2e bataille de Wissembourg
- 1794 :

Bataille de Fleurus
Le 11e Dragons fait partie ensuite des armées napoléoniennes :
- 1799 :
  - Bataille de Stockach[réf. souhaitée]
- 1800 : dans l'armée du Rhin, il participe à la bataille de Hohenlinden[12] et au combat de Salzbourg[13].
- 1805 :

2 décembre : Bataille d'Austerlitz. Le Colonel Bourdon est tué en chargeant à la tête du Régiment,
- 1806 : Campagne de Prusse et de Pologne

14 octobre : Bataille d'Iéna[réf. souhaitée]
- 1807 :

8 février : Bataille d'Eylau. Sous les ordres du Colonel Bourbier qui décédera des suites de ses blessures,.
bataille de Friedland : enveloppé de toutes parts, il reste inébranlable ; sa résistance permet de contre-attaquer et de remporter la victoire,.
- 1808 Guerre en péninsule ibérique :
- 1809 : Bataille d'Alba de Tormes[12]

- 1813 : Campagne d'Allemagne

16-19 octobre : Bataille de Leipzig
- 1814 : Campagne de France

bataille de Saint-Dizier,
Bataille de Brienne,
Bataille de Montmirail

### De 1815 à 1852
Après l'abdication de l'Empereur, le régiment prend le nom de « Dragons du Berry » mais reprend son nom en 1815 pendant les Cent Jours.
Le Régiment est dissous fin juin 1815 à la suite de la seconde abdication de l'Empereur.
Recréé en 1825, il fait partie du corps expéditionnaire de la Méditerranée envoyé combattre la République romaine et participe au siège de Rome.
Ne sera plus engagé jusqu'en 1870.

### Second Empire
Durant la guerre de 1870, fait partie du 4e corps d'armée. En 1870, incorporé à l’armée du Rhin. le régiment participe aux batailles de :
Borny-Colombey [réf. souhaitée]
Rezonville,
Saint-Privat,
Le régiment est capturé lors de la reddition de la place forte de Metz[réf. souhaitée].

### De 1871 à 1914
En 1907, le régiment s'installe à Belfort qui sera sa garnison jusqu'en 1913.

### Première Guerre mondiale

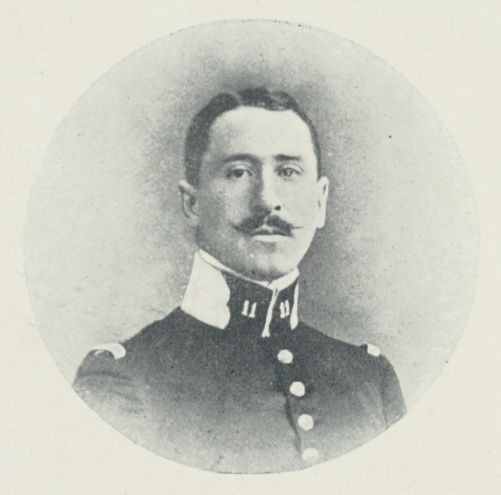
Portrait du capitaine de Lormel, un officier du 11e dragons en 1914-1915.

Au déclenchement de la première guerre mondiale, le 11e régiment de dragons est en garnison à Belfort. Il fait partie de la 11e brigade au sein de la 8e division de cavalerie.
Il appartient à la 8e division de cavalerie d'août 1914 à août 1916.

#### 1914
- août : offensive en Alsace, combat à Mulhouse, à Hirtzbach où le régiment capture un escadron entier du 5e Chasseurs Allemands.

31 août : Le régiment est déplacé par voie ferrée vers la Marne, il fait partie du groupe de cavalerie Conneau. Il est présent à Épernay.
- 2 septembre : combat à  Dormans puis à Montfaucon puis Viels-Maisons et Choisy
- 5 septembre - 10 septembre : bataille de la Marne.
- octobre : course à la mer, combats de Monchy-au-Bois, près d’Arras, en effectuant une attaque à pied, la lance à la main en guise de baïonnette : il éprouve là de grosses pertes.

#### 1915
- mai : secteur de l'Artois.
- juin - septembre : secteur de Champagne.

#### 1916
- janvier - juillet : Champagne, secteur de la Main de Massiges.
- dissolution du régiment. Le régiment fournit de nombreux cadres à l’Infanterie. Ensuite ses escadrons deviennent escadrons divisionnaires de Divisions d’Infanterie : ils se font remarquer par leur ardeur et leur habilité à réaliser des coups de main. Ils participent brillamment, en 1918, aux offensives finales.

#### 1918
Bien que le régiment soit formellement dissout, les trois escadrons régimentaires sont regroupés le 29 décembre 1918 le temps d'une entrée dans Mulhouse,.

### Entre-deux-guerres
Reconstitué en 1925, le 11e dragons tient garnison à Belfort puis est dissous en 1928.
Un escadron du 11e Chasseurs, en garnison à Vesoul, demeurera jusqu’au 5 septembre 1939, l’unité de tradition du 11e Régiment de Dragons.

### Seconde Guerre Mondiale
Reformé le 2 septembre 1939 à Saint-Germain-en-Laye, le 11e régiment de dragons portés est rattaché à la 2e brigade de dragons portés, destinée à renforcer le corps de cavalerie du général Prioux (formé des 1re et 2e DLM à l'époque). Le 11e RDP, constitué de deux bataillons à quatre escadrons, est pauvrement équipé et ses dragons sont initialement transportés dans des autocars de réquisition.
Fin décembre 1939, la 2e brigade de dragons portés est dissoute et le 11e RDP est affecté à la 3e division légère mécanique (DLM). Il reçoit le renfort d'un bataillon du 12e régiment de dragons portés.
Début mai 1940, le 11e RDP, commandé par le colonel Renouy, est constitué comme suit, :
- 1 escadron hors-rang ;
- 1er bataillon, commandé par le capitaine Laffargue : 
  - 1er escadron motocycliste, 2e et 3e escadrons de fusiliers (sur véhicules tout-terrain Laffly S20TL (it)), 4e escadron de mitrailleuses et d'engins (canons antichars de 25 et mortiers, également sur Laffly) et 13e escadron de chars légers ;
- 2e bataillon, commandé par le capitaine Brau et organisé comme le 1er : 
  - 5e escadron motocycliste, 6e et 7e escadrons de fusiliers, 8e escadron de mitrailleuses et d'engins et 14e escadron de chars légers ;
- 3e bataillon, commandé par le commandant Kientz : 
  - 9e escadron motocycliste, 10e et 11e escadrons de fusiliers, 12e escadron de mitrailleuses et d'engins et 15e escadron de chars légers.

Les escadrons de chars légers sont équipés de 23 chars Hotchkiss chacun, un escadron (le 14e, ancien 4e escadron du 1er régiment d'automitrailleuses) avec des H35 et les deux autres avec des H39. Formés à Saumur début 1940, le 14e escadron rejoint le 10 février le régiment, et les deux autres le 3 mars 1940.
Avec sa division, le 11e RDP participe à la bataille de Hannut. Le 12 mai 1940, 1er bataillon, renforcé par les chars de la division, défend Crehen, Thisnes et Wansin face à la 4. Panzerdivision. Le 13 mai, la 3. Panzerdivision attaque le 2e bataillon à Maret, Orp-le-Petit et Orp-le-Grand, ainsi que le 1er bataillon (renforcé par le 6e GRCA) à Jandrain. Cette dernière localité est abandonnée à 18 h mais les Allemands ont encerclé les Français et font 400 prisonniers,, dont le capitaine Laffarque, commandant le bataillon. Le capitaine Pinta prend le commandant des rescapés du 1er bataillon. Le 16 mai, les restes du 54e bataillon de mitrailleurs motorisés sont amalgamés au régiment. Le 16 et le 17, le régiment couvre sur le canal Charleroi-Bruxelles le repli de l'infanterie française qui, après avoir stoppé les Allemands à Gembloux, doit recoller avec les unités françaises plus au sud. Le 21 mai, le régiment combat au début de la bataille d'Arras en soutien des Britanniques. Le régiment protège la retraite de sa division vers Dunkerque puis embarque vers l'Angleterre.
Début juin 1940, le 11e RDP, toujours sous les ordres du colonel Renouy, est reconstitué avec un bataillon de 4 escadrons portés sur camions (GMC ACK, Laffly S20TL et Laffly V15T) et un escadron moto. Il combat à nouveau les Allemands à partir du 14 juin. Il est dissout après l'Armistice de 1940.

## Traditions

### Décoration
Le régiment est décoré de la croix de guerre 1914-1918.

### Devise
Pro gemino certamine

### Insigne
L'insigne du 11e RDP de 1939 représente les armoiries d'Angoulême, avec en chef un listel ANGOULEME DRAGONS et en pointe l'inscription 11e DRAGONS.

### Étendard
Il porte, cousues en lettres d'or dans ses plis, les inscriptions suivantes :
- Fleurus 1794
- Austerlitz 1805
- Friedland 1807
- Alba de Tormes 1809
- Artois 1914
- L'Aisne 1918

## Personnalités ayant servi au11erégimentde dragons
- Jean Rivaud, capitaine en 1792,
- Jean Étienne François Monter, lieutenant-colonel puis colonel en 1792,
- Jean Donadieu, capitaine en 1793,
- César Alexandre Debelle, colonel en 1797,
- Pierre Berruyer, capitaine en 1798,
- Charles Auguste Creutzer, brigadier en 1800
- Jean Louis André Bourbier, colonel en 1805,
- Pierre François Marie Auguste Dejean, colonel en 1806,
- Jean-Pierre Gauthier, commandant en second en 1809,
- François Alexandre Thevenez d'Aoust, capitaine en 1811,
- René Jacques Henri Delaporte, colonel en 1830,
- François Camille Conrad Jeantet, capitaine en 1871,
- Eugène Chavant, engagé en 1912,
- Charles Kieffer, sous-lieutenant en 1923, Compagnon de la Libération.
- André Kientz, chef d'escadron au en 1940[27].

## Sources et bibliographie
- Lieutenant-colonel Bouret, 11e régiment de dragons : 1914-1918, Paris, Berger-Levrault, juin 1919, 20 p., lire en ligne sur Gallica.

- Charles Jules Arthur Savin de Larclause, Historique du 11e régiment de dragons, depuis sa création en 1674 jusqu'en 1890, Fontenay-le-Comte, L.-P. Gouraud, 1891, 348 p..